# Catherine M. Russell
|  | Dieser Artikel wurde auf den Seiten der Qualitätssicherung des Projektes Politiker eingetragen. Hilf mit, ihn zu verbessern, und beteilige dich an der Diskussion! Folgendes muss noch verbessert werden: Zu kurz, vgl. en:Catherine M. Russell. -- Olaf Studt (Diskussion) 17:50, 10. Feb. 2025 (CET) |

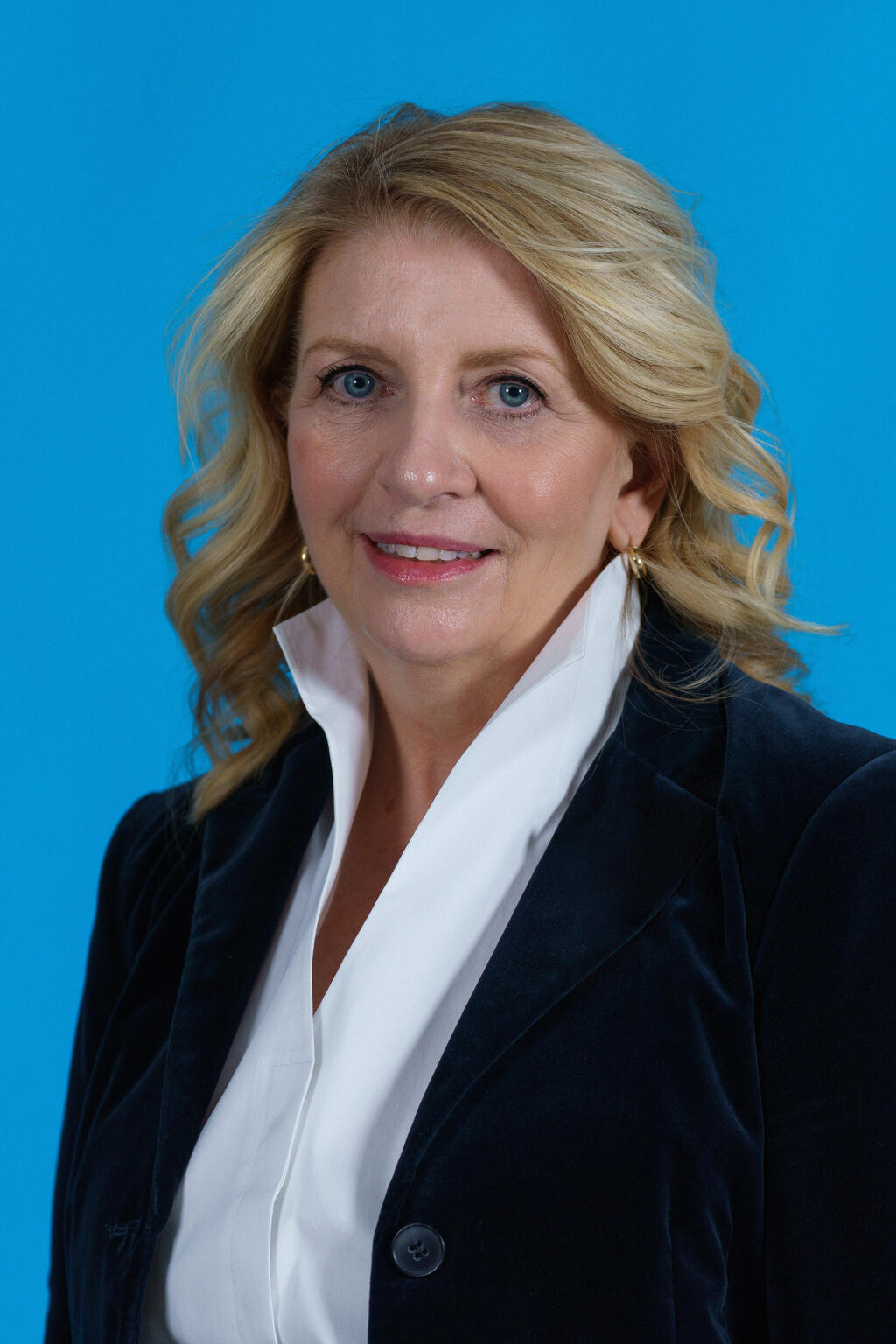
Catherine-M-Russel

Catherine M. Russell (* 4. März 1961 in Jersey City, New Jersey) ist eine ehemalige US-amerikanische Beamtin und seit 1. Februar 2022 Exekutivdirektorin des Kinderhilfswerks der Vereinten Nationen (UNICEF).
Russell schloss das Boston College als Bachelor of Arts in Philosophy und die Law School der George-Washington-Universität als Juris Doctor ab. Von 2013 bis 2017 war sie Sonderbotschafterin für Global Women's Issues für das Außenministerium der Vereinigten Staaten. Danach unterrichtete sie an der Harvard Kennedy School. Von 2020 bis 2022 war sie Direktorin des Personalbüros im Weißen Haus.